# Bni Bouifrour
Bni Bouifrour (franska: Bni Bouifrour (CR), Bni Bouifrour (Commune Rurale), arabiska: تزاغين) är en kommun i Marocko.   Den ligger i provinsen Nador och regionen Oriental, i den nordöstra delen av landet, 400 km öster om huvudstaden Rabat. Antalet invånare är 7 593.